# Невон
Не́вон — село в Усть-Илимском районе Иркутской области. Образует Невонское муниципальное образование.

## География
Село находится в 7 км от Усть-Илимска, на берегу р. Ангара, в устье р. Невонка.

## Население
| 2002  | 2010  | 2011  | 2012  | 2013  | 2014  | 2015  |
| ----- | ----- | ----- | ----- | ----- | ----- | ----- |
| 2783  | ↘2597 | ↘2588 | ↘2582 | ↘2565 | ↘2436 | ↘2320 |
| 2016  | 2017  |       |       |       |       |       |
| ↘2266 | ↘2215 |       |       |       |       |       |

## Транспорт
В посёлке расположен одноимённый аэропорт.